# 斯特凡尼娅·扎努西
斯特凡尼娅·扎努西（義大利語：Stefania Zanussi，1965年11月6日—），意大利前女子篮球运动员。她曾代表意大利国家队参加1996年夏季奥林匹克运动会篮球比赛，结果获得第八名。